# Радивој Богичевић
Радивој Богичевић (Сремске Лазе, 16. мај 1940 — Београд, 4. август 2019) био је српски стрипски аутор, аниматор, илустратор и писац.
Најпознатија дела су му стрипски серијали „Блажо и Јелица“ по сценарију Добрице Ерића, „Неустрашиви“, по сценарију Марије Ницић, и серијал по сопственом сценарију о старим Словенима, „Акант“, који је био стрипски хит СФРЈ у другој половини 1960-их.
За своју књигу У трку за јеленом (2003) добио је награду Политикиног Забавника за најбољу књигу за децу и омладину.
Преминуо је 4. августа 2019. године у Београду.